# Elsie Naumburg
Elsie Margaret Binger Naumburg (Nueva York, 7 de julio de 1880 - ibíd. 25 de noviembre de 1953) fue una ornitóloga estadounidense.
Se trasladó con su familia desde bien joven a Europa, donde se formó en las universidades de Frankfort y la de Múnich. Durante el tiempo que permaneció en Europa visitó con frecuencia los museos de historia natural y gustaba de hacer dibujos de las aves en ellos expuestas. Allí conoció a Carl Eduard Hellmayr que la introdujo en el conocimiento científico. La Primera Guerra Mundial le obligó a regresar a Estados Unidos, donde no dejó de interesarse por la ornitología, ayudando de forma voluntaria en el Museo Americano de Historia Natural, de cuyo equipo pasó a formar parte en 1918 hasta su fallecimiento.
Casada en segundas nupcias con Walter Wehle Naumburg, sus primeros trabajos llevaron la firma de su primer esposo, Victor Reichenberger. En sus inicios trabó enseguida amistad con Frank Michler Chapman, lo que le permitió extender su campo de intereses y dedicarse plenamente a la ornitología. Fue Chapman quien le indicó la importancia de estudiar y catalogar las aves de la zona del Mato Grosso en Brasil. A partir de ese momento la mayoría de los trabajos de Elsie Naumburg se centrarían en esas especies.
En Brasil conoció al coleccionista Emil Kaempfer, al que contrató para distintos trabajos de campo y con quien mantuvo una fructífera alianza. En su obra se destaca no sólo el puro estudio de las aves, sino también su detallado análisis de las zonas climáticas, la importancia de la conservación de las especies y la distribución de las plantas y animales y cómo influían en todo el ecosistema.

## Trabajos
- "Gazetteer and Maps Showing Collecting Stations Visited by Emil Kaempfer in Eastern Brazil and Paraguay". Bull. of the American Museum of Natural History 68 ( 6): 449-469 1935

- "The birds of Matto Grosso, Brazil. A report on the birds secured by the Roosevelt-Rondon expedition" New York (1930). A Study of Zenaida Auriculata. Am. Museum novitates 648. Co Emil Kaempfer. Ed. The American Museum of Natural History, 15 pp. 1933

- "Studies of Birds from Eastern Brazil and Paraguay, Based on a Collection Made by Emil Kaempfer". Bull. of the American Museum of Natural History 74 ( 3): 139-205 1937

- "Studies of Birds from Eastern Brazil and Paraguay, Based on a Collection Made by Emil Kaempfer (Concluding part of the study of the Formicariidae)". Bulletin of the American Museum of Natural History 76 ( 6): 231-276 1939